# 山口素絢
山口 素絢（やまぐち そけん、宝暦9年（1759年） - 文政元年10月24日（1818年11月22日））は、江戸時代中期から後期の円山派の絵師。円山応挙の弟子で、応門十哲の一人。

## 来歴
姓は橘、通称は貫次郎、武次郎。山斎と号す。字は伯陵、後に伯後。京都で、呉服商の次男として生まれる。祖父は俳人の山口羅人。円山応挙に絵を学び、祇園の袋町に住んでいた。『倭人物画譜』前編（寛政11年（1799年刊））三冊をはじめ、同年刊の『素絢画譜』六冊、『倭人物画譜』後編（文化元年（1804年）刊）三冊、『素絢画譜草花之部』（文化3年（1806年）刊）三冊、『素絢山水画譜』（文化15年（1818年）刊）二冊などを出版し、円山派画風の普及に努めた。一方で、寛政8年（1796年）には弟子仲間の渡辺南岳と共に、洒落本『養漢（おとこてかけ）裸百貫』の挿絵を描いている。文化元年（1804年）刊行の医学書『蘭療方』では器物などの挿絵を担当。同書は、オランダ医学書の翻訳だが、その末尾は素絢の「紅毛の絵には『一体』があり、自分が学んだものとは趣が異なる」などと述べられている。文政元年（1818年）10月24日死去。享年60。墓は、京都三条の檀王法林寺。息子の山口素岳も絵師となった。
遺存作品は、比較的多い。優美な雰囲気を持つ日本風俗の美人画を得意としており、唐美人画を良くした兄弟子・駒井源琦と並び称された。素絢は往時の上方における時様風俗画を多く描いており、「遊女雪見図」や「遊女図屏風」などは浮世絵に近い内容を持つ点で注目される。一方、花鳥画にも佳品を残している。

## 作品
| 作品名               | 技法         | 形状・員数 | 寸法（縦x横cm）   | 所有者                                     | 年代                   | 落款・印章                                                        | 備考 |
| -------------------- | ------------ | ---------- | ----------------- | ------------------------------------------ | ---------------------- | ----------------------------------------------------------------- | --- |
| 関帝王図             | 板絵著色     | 絵馬1面    | 100.3x69.5        | 智恩寺 (宮津市)                            | 1794年（寛政6年）      |                                                                   | |
| 芸者図               | 絹本著色     | 1幅        | 113x40            | ブルックリン美術館                         | 1796年（寛政8年）秋    |                                                                   | |
| 鬼図                 | 紙本著色     | 1幅        | 113.3x40.2        | 三井記念美術館                             | 1800年（寛政12年）正月 |                                                                   | 新町三井家旧蔵。 |
| 芸者図               | 絹本著色     | 1幅        | 106.8x40.6        | 大英博物館                                 | 1800年（寛政12年）頃   | 款記「素絢戯画」                                                  | 皆川淇園賛 |
| 和美人図             | 絹本著色     | 1幅        |                   | 東京黎明アートルーム                       |                        |                                                                   | |
| 虎渓三笑図           | 紙本墨画淡彩 | 1幅        |                   | 円光寺                                     | 1802年（享和2年）      | 款記「壬戌初秋 素絢筆」/「橘素絢」白文方印・「伯後」白文方印      | |
| 寒山拾得図押絵貼屏風 |              | 2曲1隻     |                   | 真正極楽寺                                 | 1806年（文化3年）      |                                                                   | 同寺には他に「仁王図押絵貼屏風」（二曲一隻）も所蔵する。 |
| やすらい祭図屏風     | 紙本著色     | 6曲1双     |                   | 法人                                       | 1808年（文化5年）      |                                                                   | |
| 楚蓮香図             | 絹本着色     |            |                   | 細見美術館                                 | 1809年（文化6年）      |                                                                   | |
| 梅実図衝立           | 紙本金地墨画 | 1基        | 105.5x74.6        | 泉屋博古館                                 | 1810年（文化7年）      | 款記「庚午春三月 平安 素絢」/「橘素絢」白文方印・「伯後」白文方印 | 裏面には元々浙派の作と思われる花鳥図が貼られていた。 |
| 紙本著色草花図       | 紙本墨画淡彩 | 4曲1双     |                   | 智源寺（宮津市）                           | 1811年（文化8年）頃    |                                                                   | 元襖絵。智源寺本堂には、同時期に素絢ら京絵師20人が描いた天井画があり、この制作を主導したのが素絢だった可能性が指摘されている。                                     |
| 俵藤太図額           | 板絵著色     | 絵馬1面    |                   | 千畳閣                                     | 1812年（文化9年）      |                                                                   | |
| 双馬図               | 金地著色     |            |                   | 安井金比羅宮絵馬館                         | 1815年（文化12年）     |                                                                   | |
| 花卉花鳥図           | 紙本着色     | 襖4面      |                   | 根津美術館                                 | 1813年（文化10年）     |                                                                   | 重要美術品。松村景文との合作（景文は襖の表側9面を担当、素絢はそのうちの4面の裏に描いている                                                                         |
| 雪中松に鹿図屏風     | 紙本金地着色 | 2曲1双     | 155.5x173.3（各） | 三井記念美術館                             |                        | 款記「素絢」                                                      | 北三井家旧蔵。 |
| 百人一首歌留多       | 絹本金地着色 | 200枚一組  | 8.8x5.5（各）     | 三井記念美術館                             |                        | 款記「素絢」                                                      | 北三井家旧蔵。和歌は鈴木内匠筆。 |
| 三都遊女図           | 絹本着色     | 1幅        |                   | 浮世絵 太田記念美術館                      |                        |                                                                   | 山東京山後賛（天保7年（1836年））。素絢が京の遊女、勝川春暁が江戸の遊女、浅山芦国が大坂の遊女をそれぞれ描き、三都の絵師が三都の遊女を1幅に描いた極めて珍しい作品。 |
| 鬼図                 | 絹本着色     | 1幅        | 105.6x33.5        | 浮世絵 太田記念美術館                      |                        |                                                                   | 大田南畝賛 |
| 洋美人図             |              |            |                   | 摘水軒記念文化振興財団（府中市美術館寄託） |                        |                                                                   | |
| 春秋草花図           | 紙本金地着色 | 6曲1双     | 155.2x359.0（各） | 静岡県立美術館                             |                        |                                                                   | |
| 富嶽図               | 絹本著色     | 1幅        | 41.0x×75.6        | 静岡県立美術館                             |                        |                                                                   | |
| 本居宣長像           | 絹本著色     | 1幅        | 100.3x46.8        | 個人                                       |                        | 無款                                                              | 祇園井特筆「本居宣長像」の模写。井特に宣長像を描かせた殿村安守による依頼。                                                                                         |
| 雪景山水図           | 紙本墨画     | 襖4面      |                   | 京都国立博物館                             |                        |                                                                   | |
| 遊女雪見図           | 絹本着色     | 1幅        |                   | 京都府（京都文化博物館管理）               |                        |                                                                   | |
| 遊女図屏風           | 紙本着色     | 4曲1双     |                   | 奈良県立美術館                             |                        |                                                                   | |
| 四条河原納涼図屏風   | 紙本淡彩     | 6曲1隻     |                   | 個人                                       |                        |                                                                   | |
| 納涼美人図           | 絹本着色     |            |                   |                                            |                        |                                                                   | |
| 屏風の影美人図       | 紙本着色     |            |                   |                                            |                        |                                                                   | |
| 春秋草花図           | 紙本金地著色 | 6曲1双     | 155.2x359.0（各） | 個人                                       |                        | 各隻に款記「素絢」/白文方印                                       | |
| 四季草花図           | 紙本金地著色 | 6曲1双     | 154.3x254.1（各） | ロサンゼルス・カウンティ美術館             |                        |                                                                   | |
| 雪中烏鷺図           | 紙本銀地墨画 | 6曲1双     | 155.3x354.8（各） | 心遠館（プライス・コレクション）           |                        | 款記「素絢」                                                      | |
| 舞楽図               | 紙本金地著色 | 襖2面      | 84x58（各）       | 心遠館（プライス・コレクション）           |                        | 款記「素絢戯画」                                                  | |
| 美人狗児図           | 紙本著色     | 1幅        | 122x55.2          | 心遠館（プライス・コレクション）           |                        | 款記「素絢戯画」                                                  | |
| 老若婦人図           | 紙本淡彩     | 1幅        | 127x45.5          | 心遠館（プライス・コレクション）           |                        | 款記「素絢」                                                      | |
| 嵐山四条河原図       | 絹本著色     | 1巻        | 33.0x134.5        | ボストン美術館                             |                        |                                                                   | |
| 紅葉狩美人図         | 絹本著色     | 1幅        | 128.1x50.7        | ボストン美術館                             |                        |                                                                   | |
| 唐美人図             | 絹本著色     | 1幅        | 124.5x39.4        | ボストン美術館                             |                        |                                                                   | |

## 参考図書
- 『異色の江戸絵画』 サントリー美術館編、1984年（昭和59年）
- 『日本の美術249 肉筆浮世絵II』 楢崎宗重編、至文堂、1987年（昭和62年）
- 『京都画壇の一九世紀 第2巻 文化・文政期』 源豊宗監修 佐々木丞平編、思文閣出版、1994年（平成6年） ISBN 4-7842-0838-0
- 宮崎もも 「円山派の美人画の展開 ─応挙・素絢・南岳の美人画と同時代の美人表現との関係に注目して─」松本郁代 出光佐千子 彬子女王編 『風俗絵画の文化学3 ─瞬時をうつすフィロソフィー─』 思文閣出版、2014年11月28日、pp.165-190、ISBN 978-4-7842-1775-5